# Frederic Wake-Walker

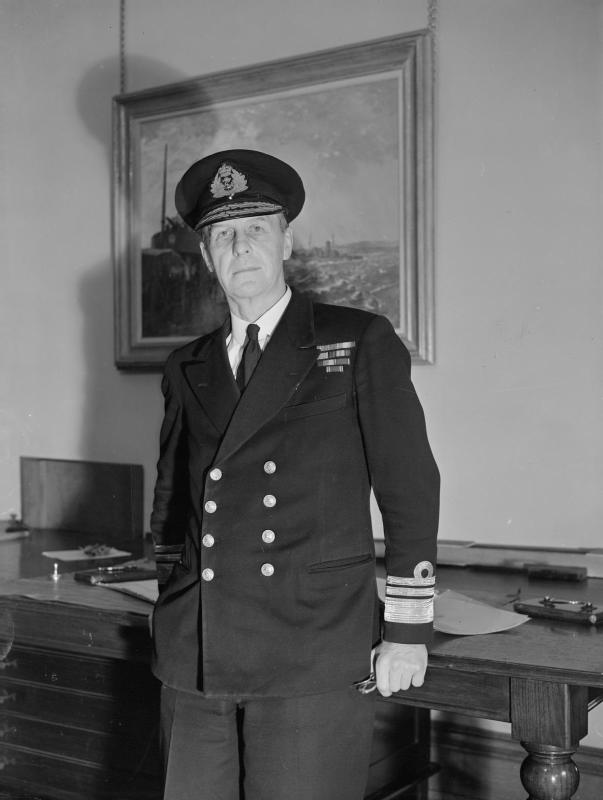
Amiral Wake-Walker 1944.

Frederic Wake-Walker född 24 mars 1888, död 24 september 1945, var en brittisk sjöofficer, amiral som gjorde viktiga insatser vid evakueringen av Dunkerque 1940 och vid sänkningen av Bismarck 1941.
Vid andra världskrigets utbrott var amiral Wake-Walker chef för en kryssareskader. Han blev dock strax landkommenderad och chef för utvecklingen av motmedel mot magnetminor. I maj 1940 blev han chef för de sjöstyrkor som skulle genomföra evakueringen av den brittiska armén från Dunkerque. 1941 blev Wake-Walker åter chef för en kryssareskader. Denna fick i maj 1941 i uppdrag att förhindra Bismarcks utbrytning från Norge. I sjöslaget i Danmarksundet övergick befälet över den samlade flottstyrkan till honom när hans överordnade chefer stupat eller sårats. Wake-Walker beordrade att sammanstötningen skulle avbrytas. 
Efter sänkningen av Bismarck ville förste sjölorden amiral Dudley Pound att Wake-Walker och fartygschefen på HMS Prince of Wales, kommendör John Leach skulle ställas inför krigsrätt. Chefen för Home Fleet amiral John Tovey motsatte sig dock det på det kraftigaste; han förklarade att de två officerna hade agerat korrekt, inte riskerat fartygen i onödan och sett till att Bismarck spårades. Tovey hotade med att avgå och sedan uppträda som försvarsvittne vid en eventuell krigsrätt; Pound beslöt att inte driva saken vidare.
Wake-Walker blev 1943 tredje sjölord och chef för Royal Navys krigsmateriel. Som sådan ansvarade han för konstruktion och byggande av de landstigningsbåtar som användes under de allierades landstigningar i Nordafrika, Sicilien, Italien och Normandie. 1945 blev han utnämnd till chef för den brittiska medelhavsflottan men dog plötsligt i sitt hem i London.